# Standardni estonski jezik
Standardni estonski jezik (eesti kirjakeel; ISO 639-3: ekk), jedan od finskih jezika, službeni jezik Estonije i član estonskog makrojezika; drugi je viruski [vro]. 
Označen je i priznat pod kodnim nazivom [ekk] 16. siječnja 2009. U njegov sastav ulaze svi sjevernoestonski dijalekti osim otočnog i južnoestonskih dijalekata ili jezika, koji su osjetno različiti. Sjevernoestonski i južnoestonski su možda posebni jezici.
Posebni dijalekti na sjeveru su a) sjeveroistočni s kirderanniku sa sjeveroistočne obale Estonije, između Tallinna i Narve; b) sjevernu grupu dijalekata čine a. kesk ili centralni, osnova je za nastanak standardnog estonskog; b. lääne ili zapadni dijalekt u okruzima (maakond) Läänemaa i Pärnumaa; c. saarte ili otočni dijaklekt na otocima Saaremaa i Hiiumaa; d. ida ili istočni dijalekt sa sjeverozapadne obale Čudskog jezera.
Južnoestonski su dijalketi tartu, mulgi, viruski i seto su možda poseban jezik ili posebni jezici, i isto kao i otočni dijalekt saarte ne pripadaju standardnom jeziku.

## Vanjske poveznice
- Request for New Language Code Element in ISO 639-3 Standard Estonian